# Benjamín Kuscevic
Benjamín Kuščević Jaramillo (Santiago, 2 de mayo de 1996) es un futbolista profesional chileno de ascendencia croata. Se desempeña como defensor central y actualmente milita en Fortaleza EC del Campeonato Brasileño de Serie A.

## Trayectoria

### Universidad Católica
Llegó a Universidad Católica el año 2011 a la edad de 15 años proveniente de Unión Española, ingresando a través de una prueba masiva,  integrándose después en la categoría sub-15. Sin embargo, ese año tuvo una grave lesión que lo obligó a no jugar durante 3 meses. Volvió a las canchas a principios del 2012 bajo dirección técnica de Benjamín Valenzuela, a partir de ese entonces empezó a ganar protagonismo y un puesto de titular en la zaga del fútbol formativo cruzado. Se coronó campeón de la Copa UC Sub-17 de 2013 siendo titular en el torneo. Gracias a sus buenas actuaciones es nominado a la Selección sub-17. Ese mismo año firma un contrato profesional con el club.
Tras tres años en el fútbol formativo de la UC, Rodrigo Astudillo lo hace debutar profesionalmente el 18 de mayo de 2014 reemplazando a Guillermo Soto en el minuto 88, en la Copa Chile 2014-15 frente a Curicó Unido. La UC ganó ese partido por 2 a 0. Después fue citado en el duelo de visita ante Ñublense y en el duelo de local ante Iberia en donde no vio acción en ninguno de los 2 partidos.

### Real Madrid
El 29 de agosto de 2014 se realiza el préstamo por un año de Kuscevic al Real Madrid con opción de compra de US$ 4 millones. El 2 de septiembre se confirma que jugará en el primer equipo juvenil. Se adapta rápidamente al equipo  donde es titular frecuente en la División de Honor Juvenil de España y en la UEFA Youth League 2014-15. Sus buenos rendimientos llamaron la atención de Carlo Ancelotti quién lo invitó a entrenar en ocasiones con el plantel oficial del Real Madrid. Tras una buena temporada donde disputó más del 85% de los partidos de titular, el Real Madrid no hizo uso de la opción de compra de Benjamin, debido al alto precio de esta, por lo que regresó a Universidad Católica.

### Segunda etapa en Universidad Católica
En 2015 volvería a Católica, esta vez para intentar consagrarse en la zaga cruzada. Jugó su primer partido por Copa Chile 2015 al ingresar como reemplazo de Maripán a los 46' minutos del partido, ganando 5-1 frente a Barnechea. El 6 de febrero de 2016 llegaría la hora de hacer su debut en el Torneo nacional chileno en el triunfo por 4-2 frente a Universidad de Concepción donde disputó los 90' minutos. Ese mismo año sería parte del equipo que conseguiría ganar el Torneo Clausura 2016, la Supercopa de Chile y coronarse bicampeón del fútbol chileno al ganar el Torneo Apertura 2016. 
Tras el retorno de los torneos largos, celebró el título de Primera División 2018. Al año siguiente, ganó la Supercopa de Chile 2019, y a fines de temporada nuevamente festejó un bicampeonato al quedarse con la copa de la Primera División 2019. En febrero de 2021, Universidad Católica celebró un tricampeonato al ganar el campeonato Primera División 2020, trofeo del cual Kuscevic también formó parte del medallero.

### Palmeiras
El 9 de septiembre de 2020, viajó a Croacia para incorporarse al Dinamo Zagreb pero un problema físico frustró la llegada del defensor a tierras europeas. Al volver a Chile no se incorporó a los entrenamientos con el equipo cruzado hasta recuperarse, el 4 de noviembre firmó un contrato por 5 años con Palmeiras de Brasil. El 30 de enero de 2021, se coronó campeón de la Copa Libertadores, convirtiéndose en el segundo jugador chileno en conseguir la hazaña en un club internacional. En marzo del mismo año, se coronó campeón de la Copa de Brasil 2020.
Para la temporada 2021, Kuscevic disputó algunos encuentros del torneo nacional, regionales y dos encuentros por Copa Libertadores, ambos partidos corresponden a los octavos de final de dicha competencia frente a su anterior club Universidad Católica, donde el cuadro de Brasil los eliminó por un global de 2 a 0. En noviembre, Kuscevic se coronó bicampeón de la Copa Libertadores, siendo el único jugador chileno con dos títulos de Libertadores.
En la temporada 2022, Kuscevic logró mayor regularidad en el primer semestre, disputando encuentros del torneo nacional, del Campeonato Paulista 2022 donde Palmeiras fue campeón, y también el partido de ida de la Recopa Sudamericana 2022 contra Independiente del Valle, donde Palmeiras empató 2-2 y Kuscevic disputó los 90 minutos, reemplazando al capitán Gustavo Gómez. En el partido de vuelta no jugó ningún minuto, donde Gómez recuperó la titularidad pero Palmeiras consiguió el título al ganar 3-0.

### Fortaleza
El 8 de febrero de 2024, el Fortaleza Esporte Clube anunció la cesión de Kuscevic hasta el 31 de diciembre de 2024, donde volvería a su club de origen, el Coritiba Foot Ball Club, si no se efectúa la compra de su pase. Debutaría el 14 de febrero, contra el River AC en la Copa do Nordeste 2024 y el 4 de marzo anotaría su primer gol en el club, frente a Fluminense Esporte Clube por la primera ronda de la Copa de Brasil 2024. Sin embargo, presentó una distensión muscular en el muslo izquierdo, lo que lo mantuvo alejado de las canchas hasta mayo del mismo año.Volvería contra el Botafogo el 12 de mayo, por la jornada 6 del Brasileirao.
Disputaría la Copa Sudamericana 2024, destacando en el partido contra Boca Juniors en La Bombonera, el 15 de mayo donde sería un empate para ambas escuadras.

## Selección nacional

### Selecciones menores
En marzo de 2013, fue convocado por Mariano Puyol para disputar el Sudamericano Sub-17 de Argentina, durante el mes de abril de ese año. En dicho certamen, jugó los cuatro compromisos disputados por Chile, todos como titular, siendo su selección eliminada en primera ronda, tras completar tres empates y una derrota.
En diciembre de 2014, fue incluido en la pre-nómina de 33 jugadores de la Selección Sub-20 de Chile que en enero de 2015, bajo la órdenes de Hugo Tocalli, disputaría el Sudamericano de la categoría en Uruguay. No obstante, su club de aquel entonces, Real Madrid, negó el permiso para que el jugador viajara a representar a su país en el torneo juvenil, por lo que finalmente no fue incluido en la nómina definitiva de 23 jugadores.
El día 29 de julio de 2017, fue incluido en la nómina de 20 jugadores de proyección, categoría sub-21, que militan en el medio local, dada a conocer por la ANFP de cara a un encuentro amistoso a disputarse el 1 de septiembre del mismo año contra la selección francesa sub-21 en el Estadio Parque de los Príncipes de París. El equipo será dirigido por el entrenador de la selección chilena sub-20, Héctor Robles, en coordinación con el personal de la selección absoluta, en un trabajo de preparación que contará con la observación del cuerpo técnico que encabeza Juan Antonio Pizzi y que tiene por objeto visualizar deportistas que puedan ser considerados para incorporarse paulatinamente a la selección adulta.

#### Participaciones en Sudamericanos
| Torneo                      | Sede      | Resultado    | Partidos | Goles |
| --------------------------- | --------- | ------------ | -------- | ----- |
| Sudamericano Sub-17 de 2013 | Argentina | Primera fase | 4        | 0     |

### Selección absoluta
Después de representar a Chile en la categoría sub-17, fue llamado a la convocatoria completa para los amistosos contra Serbia y Polonia en 2018, pero no participó en ninguno de los partidos. Kuscevic hizo su debut internacional el 20 de noviembre de 2018, en un amistoso contra Honduras, luego de ingresar como suplente de Gary Medel.
Luego de tres años sin participaciones con la selección, el 4 de diciembre de 2021, es convocado por Martín Lasarte, director técnico de la selección chilena adulta, para disputar los encuentros amistosos frente a México y el Salvador. El 1 de febrero de 2022, disputó su primer encuentro por las clasificatorias sudamericanas al ser titular en el encuentro entre Chile frente a Bolivia en el estadio Hernando Siles de La Paz, jugando todo el partido.

#### Copa América 2024
Fue nominado por Ricardo Gareca para disputar la Copa América 2024.

#### Participaciones en Clasificatorias a Copas del Mundo
| Eliminatorias                   | País                             | Resultado | Posición | Partidos | Goles |
| ------------------------------- | -------------------------------- | --------- | -------- | -------- | ----- |
| Eliminatorias Catar 2022        | Catar                            | Eliminado | 7º       | 2        | 0     |
| Eliminatorias Norteamérica 2026 | Canadá · Estados Unidos · México | Eliminado | 9º       | 1        | 0     |

#### Participaciones en Copa América
| Torneo            | Sede           | Resultado    | Partidos | Goles | Asist. |
| ----------------- | -------------- | ------------ | -------- | ----- | ------ |
| Copa América 2024 | Estados Unidos | Primera fase | 0        | 0     | 0      |

### Partidos internacionales
Actualizado hasta el 10 de octubre de 2024.
| Partidos internacionales | Partidos internacionales | Partidos internacionales                 | Partidos internacionales | Partidos internacionales | Partidos internacionales | Partidos internacionales | Partidos internacionales            |
| N.º                      | Fecha                    | Estadio                                  | Local                    | Resultado                | Visitante                | Goles                    | Competición                         |
| ------------------------ | ------------------------ | ---------------------------------------- | ------------------------ | ------------------------ | ------------------------ | ------------------------ | ----------------------------------- |
| 1                        | 20 de noviembre de 2018  | Germán Becker, Temuco, Chile             | Chile                    | 4-1                      | Honduras                 |                          | Amistoso                            |
| 2                        | 9 de diciembre de 2021   | Q2 Stadium , Austin, EEUU                | México                   | 2-2                      | Chile                    |                          | Amistoso                            |
| 3                        | 12 de diciembre de 2021  | Banc of California , Los Ángeles, EEUU   | El Salvador              | 0-1                      | Chile                    |                          | Amistoso                            |
| 4                        | 1 de febrero de 2022     | Hernando Siles, La Paz, Bolivia          | Bolivia                  | 2-3                      | Chile                    |                          | Clasificatorias a Catar 2022        |
| 5                        | 29 de marzo de 2022      | San Carlos de Apoquindo, Santiago, Chile | Chile                    | 0-2                      | Uruguay                  |                          | Clasificatorias a Catar 2022        |
| 6                        | 6 de junio de 2022       | Mundialista, Daejeon, Corea del Sur      | Corea del Sur            | 2-0                      | Chile                    |                          | Amistoso                            |
| 7                        | 14 de junio de 2022      | Panasonic, Suita, Japón                  | Chile                    | 0-0                      | Ghana                    |                          | Copa Kirin 2022                     |
| 8                        | 11 de junio de 2024      | Nacional, Santiago, Chile                | Chile                    | 3-0                      | Paraguay                 |                          | Amistoso                            |
| 9                        | 10 de octubre de 2024    | Nacional, Santiago, Chile                | Chile                    | 1-2                      | Brasil                   |                          | Clasificatorias a Norteamérica 2026 |
| Total                    |                          |                                          | Presencias               | 9                        | Goles                    | 0                        |                                     |

| Selección chilena | Selección chilena | Selección chilena |
| Año               | Partidos          | Goles             |
| ----------------- | ----------------- | ----------------- |
| 2018              | 1                 | 0                 |
| 2021              | 2                 | 0                 |
| 2022              | 4                 | 0                 |
| 2024              | 2                 | 0                 |
| Total             | 9                 | 0                 |

## Estadísticas

### Clubes
| Club                         | Div.          | Temporada     | Liga  | Liga  | Regional | Regional | Copas nacionales | Copas nacionales | Torneos internacionales | Torneos internacionales | Total | Total |
| Club                         | Div.          | Temporada     | Part. | Goles | Part.    | Goles    | Part.            | Goles            | Part.                   | Goles                   | Part. | Goles |
| ---------------------------- | ------------- | ------------- | ----- | ----- | -------- | -------- | ---------------- | ---------------- | ----------------------- | ----------------------- | ----- | ----- |
| Universidad Católica · Chile | 1.ª           | 2014-15       | —     | —     | —        | —        | 1                | 0                | —                       | —                       | 1     | 0     |
| Universidad Católica · Chile | 1.ª           | 2015-16       | 5     | 0     | —        | —        | 1                | 0                | 1                       | 0                       | 7     | 0     |
| Universidad Católica · Chile | 1.ª           | 2016-17       | 13    | 1     | —        | —        | 4                | 0                | 5                       | 0                       | 22    | 1     |
| Universidad Católica · Chile | 1.ª           | 2017          | 6     | 1     | —        | —        | 4                | 1                | —                       | —                       | 10    | 2     |
| Universidad Católica · Chile | 1.ª           | 2018          | 22    | 0     | —        | —        | —                | —                | —                       | —                       | 22    | 0     |
| Universidad Católica · Chile | 1.ª           | 2019          | 13    | 0     | —        | —        | 6                | 2                | 6                       | 0                       | 25    | 2     |
| Universidad Católica · Chile | 1.ª           | 2020          | 7     | 1     | —        | —        | —                | —                | 2                       | 0                       | 9     | 1     |
| Universidad Católica · Chile | Total club    | Total club    | 66    | 3     | 0        | 0        | 16               | 3                | 14                      | 0                       | 96    | 6     |
| Palmeiras · Brasil           | 1.ª           | 2020          | 11    | 0     | —        | —        | —                | —                | 1                       | 0                       | 12    | 0     |
| Palmeiras · Brasil           | 1.ª           | 2021          | 11    | 0     | 2        | 0        | —                | —                | 2                       | 0                       | 15    | 0     |
| Palmeiras · Brasil           | 1.ª           | 2022          | 5     | 0     | 5        | 0        | —                | —                | 6                       | 0                       | 16    | 0     |
| Palmeiras · Brasil           | 1.ª           | 2023          | —     | —     | 2        | 0        | —                | —                | —                       | —                       | 2     | 0     |
| Palmeiras · Brasil           | Total club    | Total club    | 27    | 0     | 9        | 0        | 0                | 0                | 9                       | 0                       | 45    | 0     |
| Coritiba · Brasil            | 1.ª           | 2023          | 23    | 2     | 5        | 0        | 4                | 0                | —                       | —                       | 32    | 2     |
| Coritiba · Brasil            | Total club    | Total club    | 23    | 2     | 5        | 0        | 4                | 0                | 0                       | 0                       | 32    | 2     |
| Fortaleza · Brasil           | 1.ª           | 2024          | 22    | 2     | 13       | 0        | 2                | 1                | 6                       | 0                       | 43    | 3     |
| Fortaleza · Brasil           | 1.ª           | 2025          | 17    | 1     | 7        | 0        | 0                | 0                | 7                       | 0                       | 31    | 1     |
| Fortaleza · Brasil           | Total club    | Total club    | 39    | 3     | 20       | 0        | 2                | 1                | 13                      | 0                       | 74    | 4     |
| Total carrera                | Total carrera | Total carrera | 155   | 8     | 34       | 0        | 22               | 4                | 36                      | 0                       | 247   | 12    |
| 1. 2. 3. 4.                  |               |               |       |       |          |          |                  |                  |                         |                         |       |       |

### Selecciones
| Selección      | Temporada     | Amistosos | Amistosos | Sudamérica | Sudamérica | Mundial | Mundial | Total | Total |
| Selección      | Temporada     | Part.     | Goles     | Part.      | Goles      | Part.   | Goles   | Part. | Goles |
| -------------- | ------------- | --------- | --------- | ---------- | ---------- | ------- | ------- | ----- | ----- |
| Sub-17 · Chile | 2013          | —         | —         | 4          | 0          | —       | —       | 4     | 0     |
| Sub-17 · Chile | Total         | 0         | 0         | 4          | 0          | 0       | 0       | 4     | 0     |
| Adulta · Chile | 2018          | 1         | 0         | —          | —          | —       | —       | 1     | 0     |
| Adulta · Chile | 2019          | —         | —         | —          | —          | —       | —       | 0     | 0     |
| Adulta · Chile | 2020          | —         | —         | —          | —          | —       | —       | 0     | 0     |
| Adulta · Chile | 2021          | 2         | 0         | —          | —          | —       | —       | 2     | 0     |
| Adulta · Chile | 2022          | 2         | 0         | 2          | 0          | —       | —       | 4     | 0     |
| Adulta · Chile | 2024          | 1         | 0         | 1          |            | —       | —       | 2     | 0     |
| Adulta · Chile | Total         | 6         | 0         | 3          | 0          | 0       | 0       | 9     | 0     |
| Total carrera  | Total carrera | 6         | 0         | 7          | 0          | 0       | 0       | 13    | 0     |
| 1.             |               |           |           |            |            |         |         |       |       |

### Resumen estadístico
| Competición               | Partidos | Goles |
| ------------------------- | -------- | ----- |
| Primera División de Chile | 66       | 3     |
| Brasileirão de Serie A    | 53       | 3     |
| Copa Chile                | 14       | 1     |
| Supercopa de Chile        | 2        | 2     |
| Copa de Brasil            | 6        | 1     |
| Campeonato Paulista       | 9        | 0     |
| Campeonato Paranaense     | 5        | 0     |
| Campeonato Cearense       | 5        | 0     |
| Copa do Nordeste          | 8        | 0     |
| Copa Sudamericana         | 5        | 0     |
| Copa Libertadores         | 20       | 0     |
| Recopa Sudamericana       | 1        | 0     |
| Selección Sub-17          | 4        | 0     |
| Selección adulta          | 9        | 0     |
| Total                     | 207      | 10    |

## Palmarés

### Campeonatos regionales
| Título              | Equipo          | Estado/Región   | Año  |
| ------------------- | --------------- | --------------- | ---- |
| Campeonato Paulista | S. E. Palmeiras | São Paulo       | 2022 |
| Copa do Nordeste    | Fortaleza E. C. | Región Nordeste | 2024 |

### Campeonatos nacionales
| Título              | Equipo                     | País   | Año    |
| ------------------- | -------------------------- | ------ | ------ |
| Primera División    | C. D. Universidad Católica | Chile  | 2016-C |
| Supercopa de Chile  | C. D. Universidad Católica | Chile  | 2016   |
| Primera División    | C. D. Universidad Católica | Chile  | 2016-A |
| Primera División    | C. D. Universidad Católica | Chile  | 2018   |
| Supercopa de Chile  | C. D. Universidad Católica | Chile  | 2019   |
| Primera División    | C. D. Universidad Católica | Chile  | 2019   |
| Primera División    | C. D. Universidad Católica | Chile  | 2020   |
| Copa de Brasil      | S. E. Palmeiras            | Brasil | 2020   |
| Serie A             | S. E. Palmeiras            | Brasil | 2022   |
| Supercopa de Brasil | S. E. Palmeiras            | Brasil | 2023   |

### Campeonatos internacionales
| Título                       | Equipo          | Sede           | Año  |
| ---------------------------- | --------------- | -------------- | ---- |
| Copa Libertadores de América | S. E. Palmeiras | Río de Janeiro | 2020 |
| Copa Libertadores de América | S. E. Palmeiras | Montevideo     | 2021 |
| Recopa Sudamericana          | S. E. Palmeiras | São Paulo      | 2022 |